# Лего
Лего (на датски: Lego, стилизирано като LEGO) е линия пластмасови строителни играчки, произведени от Лего Груп, частна компания, базирана в Билунд, Дания. Лего се състои от различни цветни взаимосвързани пластмасови тухлички, изработени от акрилонитрил-бутадиен-стирен, придружени от набор от зъбни колела, фигурки, наречени минифигурки, и различни други части. Неговите части могат да бъдат сглобени и свързани по много начини, за да се конструират обекти, включително превозни средства, сгради и работещи роботи. Всичко, което е конструирано, може да бъде разглобено отново и частите да се използват повторно за направата на нови неща.
Лего Груп започва производството на взаимосвързани тухли играчки през 1949 г., което се извършва в Дания, Унгария, Мексико и Китай. Тухлените декорации и опаковките се произвеждат в тези държави и в Чехия. Годишното производство на тухли е средно около 36 милиарда, или около 1140 елемента в секунда.
Филми, състезания по игри и осем увеселителни парка Леголенд са разработени под марката. Една от най-големите компании в Европа, Лего е най-големият производител на играчки в света по продажби. Към юли 2015 г. са произведени 600 милиарда части на Лего.

## История
Лего Груп стартира в работилницата на Оле Кърк Кристиансен (1891–1958), дърводелец от Билунд, Дания, който започва да прави дървени играчки през 1932 г. През 1934 г. неговата компания започва да се нарича „Лего“, дума, произлизаща от датската фраза leg godt, което означава „играй добре“. През 1947 г. Лего се разширява, като започва произвеждането на пластмасови играчки. През 1949 г. бизнесът започва да произвежда, наред с други нови продукти, ранна версия на вече познатите тухли, наричайки ги „автоматично свързващи тухли“. Тези тухли са базирани на самозаключващите се тухли кидикрафт, изобретени от Хилари Пейдж през 1939 г. и патентовани в Обединеното кралство през 1940 г. преди да бъдат показани на панаира на играчките в Ърлс Корт през 1947 г. Лего получи мостра от тухлите кидикрафт от доставчика на машина за леене под налягане, която закупува. Тухлите, първоначално произведени от целулозен ацетат, са наследници на традиционните дървени блокове, които могат да се подреждат един върху друг по онова време.
Мотото на Лего Груп, използвано и днес, „само най-доброто е достатъчно добро“, е създадено през 1936 г. Кристиансен го създава, за да насърчи служителите си никога да не пестят от качеството, ценност, в която той силно вярва. До 1951 г. пластмасовите играчки представляват половината от продукцията на компанията, въпреки че датското търговско списание „Времената на играчките“, посещавайки фабриката на Лего в Билунд в началото на 1950 г., пише, че пластмасата никога няма да може да замени традиционните дървени играчки.
През февруари 2015 г. компанията за маркетингови консултации Бранд Файнанс класира Лего като "най-силната марка в света", изпреварвайки Ферари.